# Товстоногов, Георгий Александрович
Гео́ргий Алекса́ндрович Товстоно́гов (15 [28] сентября 1915, Тифлис — 23 мая 1989, Ленинград) — советский театральный режиссёр и педагог. Главный режиссёр Ленинградского театра имени Ленинского комсомола (1950—1956) и Ленинградского Большого драматического театра имени М. Горького (1956—1989). Народный артист СССР (1957). Герой Социалистического Труда (1983). Лауреат Ленинской (1958), двух Сталинских (1950, 1952) и двух Государственных премий СССР (1968, 1978).

## Биография
Согласно официальным данным, родился в Тифлисе Тифлисской губернии Российской империи (ныне Тбилиси, Грузия). Однако по свидетельству младшей сестры режиссёра, Нателы Товстоноговой, он родился в Петрограде, где семья жила на Фурштатской улице и только в 1919 году переселилась в Тифлис. Отец — русский, потомственный дворянин Александр Андреевич Толстоногов (1889—1941) (изменивший фамилию по настоянию жены), инженер-железнодорожник, работник Министерства путей сообщения Российской империи. Мать — грузинка Тамара Григорьевна Папиташвили (1881—1970), певица, обучавшаяся в Петербургской консерватории.
В 1931 году при поступлении на режиссёрский факультет ГИТИСа Товстоногов подправил дату рождения в документах, прибавил себе два года, чтобы соответствовать возрастному цензу абитуриентов. С тех пор на протяжении всей жизни официально его годом рождения считался 1913-й, от этого года отсчитывали круглые даты для присуждения высших наград, и отмечали их дважды — официально и неофициально.

### Тифлисский период
В 15 лет Георгий окончил школу. Ещё школьником много времени проводил в театре, актёром которого был его дядя. По окончании школы поступил в Тбилисский железнодорожный институт, где его отец заведовал кафедрой, но вскоре понял, что его призвание — театр.
Сценическую деятельность начал в 1931 году как актёр и ассистент режиссёра в Тбилисском русском ТЮЗе, художественным руководителем которого был основатель детского театра в Грузии Николай Маршак.
В 1933 году поступил на режиссёрский факультет ГИТИСа, где его учителями были Андрей Лобанов и Алексей Попов; при этом он сам продолжал работу в Тбилисском ТЮЗе, где каждый год ставил как минимум один новый спектакль, дебютировав в 1933 году постановкой «Предложения».
В 1937 году его отец был репрессирован как японский шпион, и Георгия, как «сына врага народа», отчислили с четвёртого курса. Спустя несколько месяцев он был восстановлен (считается, что после того, как Сталин произнёс фразу «Сын за отца не отвечает»). После окончания ГИТИСа в период с 1938 по 1946 год работал в качестве режиссёра в Тбилисском русском драматическом театре имени А. С. Грибоедова. В 1939 году руководитель Тбилисского театрального института Акакий Хорава, высоко ценивший 24-летнего режиссёра, предоставил ему руководство актёрским курсом, где он проявил себя незаурядным педагогом. В качестве дипломной работы в 1939 году поставил пьесу Сергея Найдёнова «Дети Ванюшина».

### Две столицы
В 1946 году по личным мотивам покинул Тбилиси и переехал в Москву. Был художественным руководителем Гастрольного реалистического театра (1946—1948) и режиссёром Центрального детского театра (1946—1949). Параллельно ставил спектакли в других театрах Москвы, а также в Русском театре драмы в Алма-Ате.
В 1949 году переехал в Ленинград для работы режиссёром Ленинградского театра имени Ленинского комсомола, а уже через год был назначен главным режиссёром театра. Именно здесь он обрёл имя и признание. Выпускал примерно четыре спектакля за сезон, работая почти одновременно над несколькими пьесами. Его работы становились событиями в театральной жизни страны. Наибольший успех выпал на долю спектакля «Оптимистическая трагедия», поставленного им в 1955 году на сцене Ленинградского театра драмы имени А. С. Пушкина, за который Товстоногов был удостоен Ленинской премии в 1958 году. Спектакль впечатлил не только театральную публику в стране и за рубежом, но и партийное руководство: будучи показан делегатам XX съезда КПСС, он сыграл важную роль в новом назначении режиссёра.

### БДТ

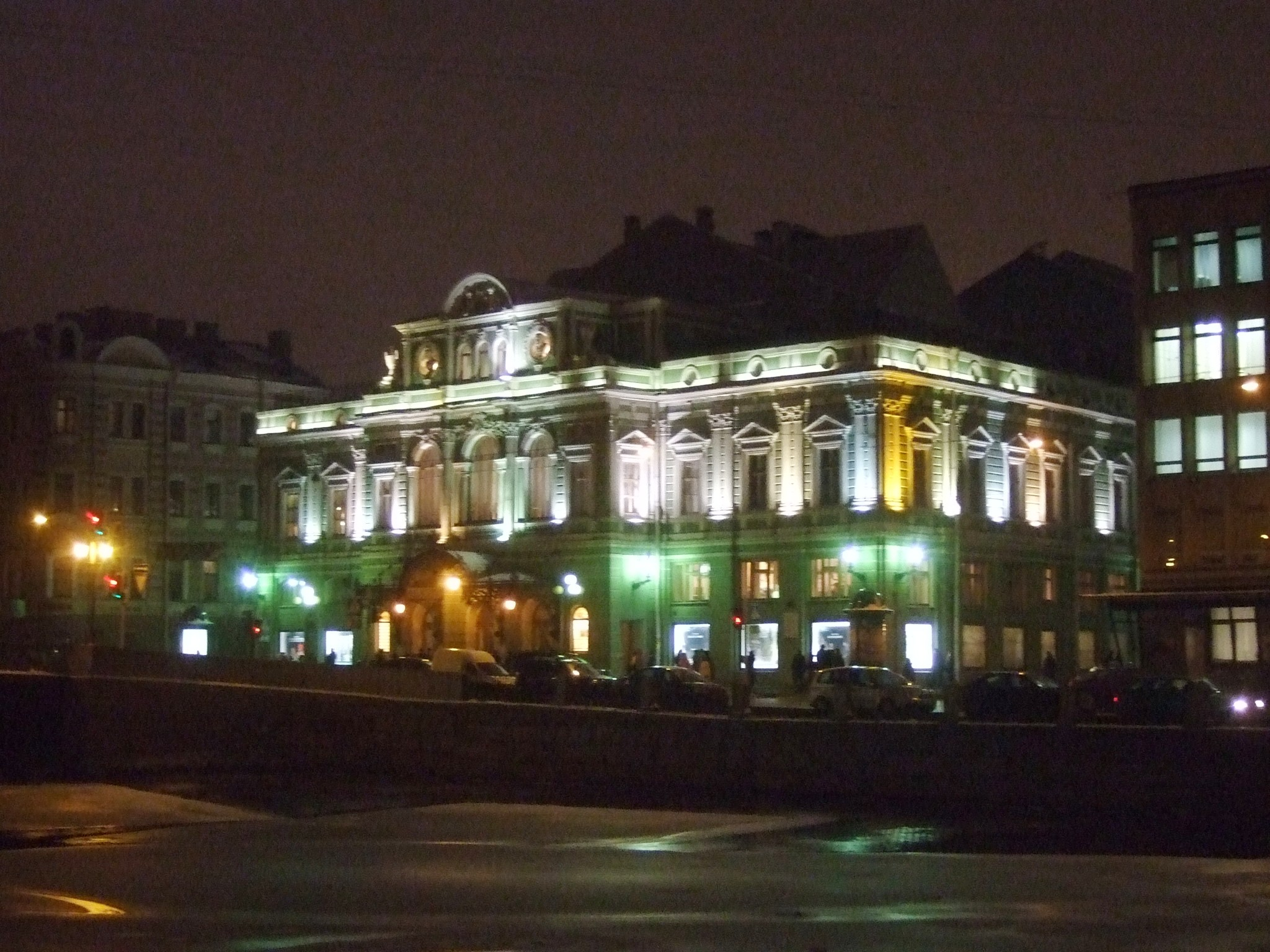
Большой драматический театр

В начале 1956 года ему было предложено стать главным режиссёром Ленинградского Большого драматического театра (БДТ) имени М. Горького. В тот момент театр переживал тяжёлый период, был в числе аутсайдеров ленинградской театральной жизни: с 1949 по 1956 год в нём сменилось четыре главных режиссёра, в сезоне 1953—1954 года им руководила режиссёрская коллегия, штат был раздут и неуправляем, репертуарная политика — непродуманна. Всё это привело к тому, что в середине 1950-х годов посещаемость БДТ упала и образовалась значительная финансовая задолженность, грозившая театру закрытием. Как вспоминала заведующая литературной частью Дина Шварц, пришедшая вместе с Товстоноговым из Ленинградского Ленкома,
«…Семь лет этот театр практически был без настоящего руководителя. То они коллегию делали. То пригласили замечательного человека, режиссёра Константина Павловича Хохлова, который был уже стар и болен. Они его „съели“. Тут была очень злая труппа, очень их было много. За семь лет все, кому было не лень, приходили в этот театр…»
Товстоногов не сразу принял предложение возглавить БДТ. Однако по настоянию курирующих театры партийных органов Ленинграда 13 февраля 1956 года он всё же вступил в должность для спасения «первого пролетарского театра». Ему были предоставлены широкие полномочия. Для проведения административной реорганизации директором БДТ был назначен Георгий Коркин. «Он был жесток, он был беспощаден. Он мог всё реорганизовать, уволить всех, кого надо. И он бегал к Георгию Александровичу каждый день». На своей первой встрече с труппой Товстоногов заявил: «Я несъедобен! Запомните это: несъедобен!» и, объявив свою программу, уволил примерно треть труппы — более тридцати актёров.

В течение тридцати трёх лет он возглавлял БДТ, сделав его «первой сценой страны». В истории театра эту эпоху называли «золотой». «Товстоногов, — писал Павел Марков в 1976 году, — занимает в нашей театральной жизни особое и чрезвычайно значительное место. Его не обойдёшь нарочитым невниманием, не будешь отрицать его определяющее, твёрдо закреплённое влияние на советский театр». Анатолий Смелянский, вспоминая один из программных его спектаклей — «Пять вечеров», отмечал:
«Простой володинской истории Товстоногов поставил историческое дыхание. Может быть, в этом была вообще сильнейшая сторона его режиссуры. Его дарование было эпического склада, его спектакли не зря называли сценическими романами. За любой пьесой, будь то классика или современная драма, он умел увидеть огромный кусок жизни, который служил этой пьесе источником. И тогда знаки на бумаге наполнялись ошеломляющими „случайностями“ и открытиями, которые к тому же добывались как бы изнутри самой пьесы, без открытой ломки её структуры. Режиссёрский приём как демонстрацию своей изобретательности Товстоногов презирал. Он не любил слово „концепция“, предпочитал другое слово — „разгадка“».
О том же свидетельствовал Павел Марков: «Театр Товстоногова лишён малейшего оттенка сенсационности… Успех подтверждает, что театр попадает в самую точку общественно-художественных интересов страны».

### Прочее
Товстоногов много ставил и в других отечественных и зарубежных театрах (Финляндия, Германия, Болгария, Польша и другие страны).
В 1958 году начал преподавать в Ленинградском институте театра, музыки и кинематографии (профессор с 1960 года), с 1970 года заведовал кафедрой режиссуры. Воспитал несколько поколений театральных режиссёров. Он показал, какое мощное творческое начало таит в себе система Станиславского, которую во второй половине XX века он развил и обогатил своими исканиями. В том числе развивал и применял на практике метод действенного анализа.

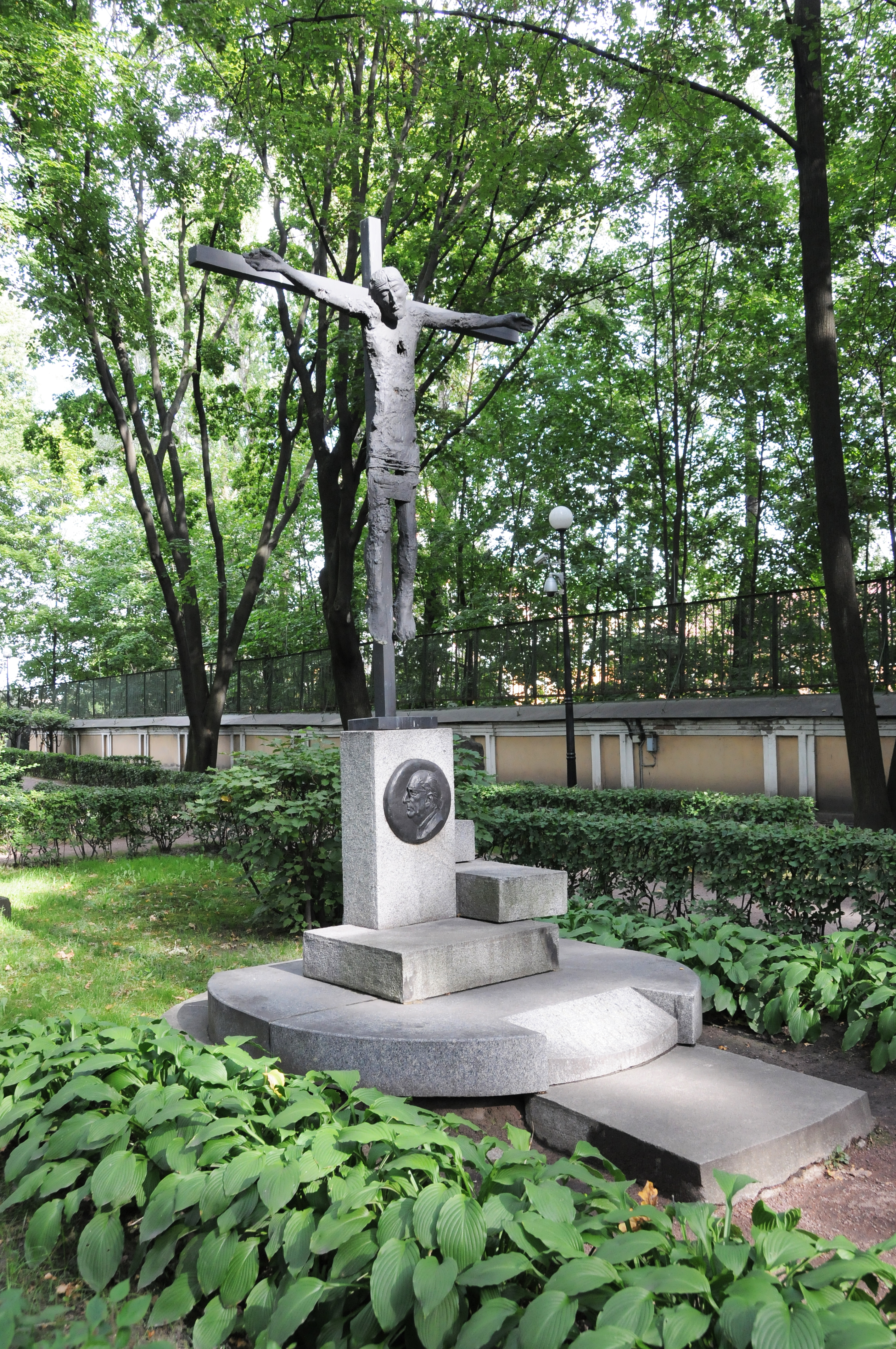
Могила Георгия Товстоногова

Работал также на телевидении. Помимо более чем полутора десятков телеспектаклей, поставленных в 1957—1989 годах как им самим, так и с другими режиссёрами под его руководством, снял телефильм «Гром на улице Платанов» (1961) и записал радиоспектакль «Верность» (1961) по пьесе Ольги Берггольц.
Написал две важные для советской театральной культуры книги по теории и практике режиссёрского творчества — «О профессии режиссёра» и «Круг мыслей». В 1957 году был приглашён в состав редколлегии журнала «Театр».
В 1964 году был избран заместителем председателя президиума Всероссийского театрального общества (ВТО).
Депутат Верховного Совета СССР 7—8 созывов.
В 1966 году подписал открытое письмо деятелей науки, литературы и искусства в адрес Леонида Брежнева против реабилитации Иосифа Сталина.

### Смерть
23 мая 1989 года в БДТ прошла генеральная репетиция спектакля «Визит старой дамы». Назначив день премьеры, Георгий Товстоногов попрощался с актёрами, сел за руль своего Mercedes-Benz и отправился домой. Успев припарковаться на Суворовской площади, он умер от сердечного приступа за рулём. Похоронен в Александро-Невской лавре на Тихвинском кладбище — Некрополе мастеров искусств (между Южной и Черкасовской дорожками).

### Семья
Сестра — Натела Товстоногова (1926—2013), театральный деятель. Свою жизнь, как она говорила, посвятила заботам о муже и брате и воспитанию детей и внуков, своих и брата.
Муж сестры — Евгений Лебедев (1917—1997), актёр и педагог. Народный артист СССР (1968).
Первая жена (1943—1945) — Саломе Канчели (1921—1985), актриса. Народная артистка Грузинской ССР (1967). После развода сыновья остались на воспитании Товстоногова.
Сын — Александр Товстоногов (1944—2002), театральный режиссёр.
Внуки — Георгий (1975—2012), театральный режиссёр; Василий, Арсений.
Сын — Николай Товстоногов (род. 1945), живёт в Израиле.
Вторая жена (1958—1962) — Инна Кондратьева (1924—1985), актриса. Заслуженная артистка РСФСР (1957).
Сын (внебрачный) — Вадим Милков-Товстоногов (род. 1950), оперный и театральный режиссёр, работал в БДТ вместе с отцом над спектаклем «Смерть Тарелкина». Его мать — Мария Милкова (1924—1983), актриса.
Внучка — Мария Милкова.

## Творчество

### Важнейшие постановки
Ленинградский театр имени Ленинского комсомола
- 1949 — «Из искры…» Ш. Н. Дадиани
- 1951 — «Дорогой бессмертия» В. Г. Брагина и Г. А. Товстоногова по книге Ю. Фучика «Репортаж с петлёй на шее». Спектакль поставлен совместно с А. Г. Рахленко

Ленинградский Большой драматический театр имени М. Горького
- 1957 — «Эзоп» Г. Фигейредо
- 1957 — «Идиот» по Ф. М. Достоевскому. Композиция Д. М. Шварц и Г. А. Товстоногова
- 1959 — «Варвары» М. Горького
- 1959 — «Пять вечеров» А. М. Володина
- 1962 — «Горе от ума» А. С. Грибоедова
- 1964 — «Поднятая целина» по М. А. Шолохову. Инсценировка П. Дёмина
- 1965 — «Три сестры» А. П. Чехова.
- 1965 — «Римская комедия» Л. Г. Зорина. Художник С. С. Мандель (спектакль был запрещён на стадии генеральной репетиции)
- 1966 — «Мещане» М. Горького
- 1969 — «Король Генрих IV» У. Шекспира. Литературная композиция В. Э. Рецептера.
- 1972 — «Ревизор» Н. В. Гоголя.
- 1972 — «Ханума» А. А. Цагарели
- 1974 — «Три мешка сорной пшеницы» по В. Ф. Тендрякову
- 1974 — «Энергичные люди» В. М. Шукшина.
- 1975 — «История лошади» по повести Л. Н. Толстого «Холстомер». Инсценировка М. Г. Розовского.
- 1983 — «Смерть Тарелкина». Опера-фарс А. Н. Колкера по мотивам комедии А. В. Сухово-Кобылина.
- 1985 — «На всякого мудреца довольно простоты» А. Н. Островского.
- 1987 — «На дне» М. Горького

Другие театры
- 1955 — «Оптимистическая трагедия» Вс. В. Вишневского. Академический театр драмы имени А. С. Пушкина, Ленинград.
- 1973 — «Балалайкин и Ко» С. В. Михалкова по роману М. Е. Салтыкова-Щедрина «Современная идиллия». Театр «Современник», Москва.

### Сочинения
- «Современность в современном театре. Беседы о режиссуре». — (Л.: Искусство, 1962)
- «О профессии режиссёра». — (М.: издательство ВТО, 1965)
- «Круг мыслей: Статьи. Режиссёрские комментарии. Записи репетиций». — (Л.: Искусство, 1972)
- «Классика и современность» (М.: Советская Россия, 1975),
- «Зеркало сцены» [В 2-х кн.]. — (Л.: Искусство, 1980)
- «Беседы с коллегами» (попытка осмысления режиссёрского опыта). — М.: СТД РСФСР, 1988.
- «Беседы о профессии» стенограммы лекций на I—III курсе режиссёров драматического театра, 1982—1985 годы / Г. А. Товстоногов, А. И. Кацман; [сост. Л. В. Грачева]. — С.-П.: Изд-во Санкт-Петербургская гос. акад. театрального искусства: Чистый лист, 2015. — ISBN 978-5-88689-107-2

### Участие в фильмах
- 1965 — Сегодня — премьера (документальный)
- 1967 — Весна театра (документальный)
- 1967 — Юрий Толубеев (документальный)
- 1969 — Рядом с другом (документальный)
- 1972 — Прежде всего — театр (вступительное слово) (документальный)
- 1975 — Аркадий Райкин (документальный)
- 1976 — Евгений Алексеевич Лебедев (документальный)
- 1981 — Слово о театре (документальный)
- 1983 — Г. Товстоногов. Сцена и зал… (документальный)
- 1983 — На режиссёрских уроках Г. А. Товстоногова (документальный)
- 1988 — Жить, думать, чувствовать, любить… (документальный)

## Награды и звания
- Герой Социалистического Труда (1983)
- Заслуженный деятель искусств Грузинской ССР (1943)
- Народный артист РСФСР (1956)
- Народный артист СССР (1957)
- Заслуженный артист Узбекской ССР
- Народный артист Грузинской ССР (1974)
- Сталинская премия первой степени (1950) — за постановку спектакля «Из искры…» Ш. Н. Дадиани
- Сталинская премия третьей степени (1952) — за постановку спектакля «Дорогой бессмертия» Г. А. Товстоногова и В. Г. Брагина
- Ленинская премия (1958) — за постановку спектакля «Оптимистическая трагедия» В. В. Вишневского
- Государственная премия СССР (1968) — за постановку спектакля «Мещане» М. Горького
- Государственная премия СССР (1978) — за постановку спектакля «Тихий Дон» М. А. Шолохова
- Государственная премия РСФСР имени К. С. Станиславского (1986) — за постановку спектаклей русского классического репертуара
- Три ордена Ленина (1967, 1973, 1983)
- Орден Трудового Красного Знамени (1957)
- Медаль «За доблестный труд. В ознаменование 100-летия со дня рождения Владимира Ильича Ленина»
- Медаль «За доблестный труд в Великой Отечественной войне 1941—1945 гг.»
- Медаль «В память 250-летия Ленинграда» (1957)
- Золотая медаль А. Д. Попова (1981) — за создание спектаклей «Оптимистическая трагедия», «Тихий Дон», «Океан», «Перечитывая заново».
- Доктор искусствоведения (1968)
- Член-корреспондент Академии художеств ГДР (1983)
- Почётный гражданин Тбилиси (1983)

## Память

Памятник Г. А. Товстоногову в сквере его имени

- Большому драматическому театру имени М. Горького, которым Георгий Товстоногов руководил последние 33 года своей жизни, в 1992 году было присвоено его имя. В сентябре 2015 года, в честь столетия режиссёра, в фойе театра был установлен его памятный бюст[25].
- Его именем назван сквер у дома, где жил режиссёр. В 2011 году в сквере открыт памятник Товстоногову (скульптор Иван Корнеев). На доме, где он жил (Петровская наб., д. № 4), открыта мемориальная доска.
- В Тбилиси есть улица его имени, на доме № 9, где он жил, установлена мемориальная доска[26].
- Именем режиссёра назван астероид — 4880 Товстоногов, открытый в 1975 году астрономами Крымской астрофизической обсерватории.
- В 2015 году, в честь столетия постановщика, именем Георгия Товстоногова назван самолёт Boeing 737 VQ-BWD[27] авиакомпании «Аэрофлот»[28].

## Фильмы о Товстоногове
- «Жить, думать, чувствовать, любить» (1988), фильм Е. Макарова
- «Демиург», режиссёр Тигран Мутафян
- «Мой серебряный шар. Георгий Товстоногов», фильм Виталия Вульфа
- «Георгий Товстоногов» (2006), из цикла передач телеканала ДТВ «Как уходили кумиры»
- «На режиссёрских уроках профессора Товстоногова». Авторы сценария И. Малочевская, Д. Шварц, режиссёр М. Клигман